# Manfredo Colasanti
Manfredo Colasanti (Roma, 6 de novembro de 1902 — Niterói, 19 de novembro de 1983) foi um ator e jornalista italiano, radicado no Brasil desde 1948. 

## Biografia
Manfredo Colasanti combateu nas duas grandes Guerras Mundiais e fugiu para o Brasil com a mulher e dois filhos (a escritora e socióloga Marina Colasanti e o ator Arduino Colasanti), logo após o fim da Segunda Guerra Mundial.
Sua tia, Gabriella Besanzoni, era casada com o empresário Henrique Lage, com quem trabalhou durante alguns anos. A estreia no cinema foi por acaso, convidado por Nelson Pereira dos Santos, que filmou Fome de Amor na fazenda que ele possuía em Angra dos Reis.
Depois fez mais vinte filmes e participou de algumas novelas na TV Globo e na TV Bandeirantes como Supermanuela, Pai Herói, Os Imigrantes, Ciranda de Pedra e Paraíso.

## Morte
Morreu de um edema pulmonar, pouco depois de ter tomado o café da manhã. Aos 81 anos, em sua casa, no bairro de Jurujuba, em Niterói (RJ).

## Filmografia

### Cinema
| Ano  | Título                                  | Personagem                            |
| ---- | --------------------------------------- | ------------------------------------- |
| 1967 | Fome de Amor                            | Dr. Manfredo, psiquiatra de cachorros |
| 1968 | Brasil Ano 2000                         | Chefe do S.E.I.                       |
| 1970 | Azyllo Muito Louco                      | Juiz de Paz                           |
| 1971 | Como Era Gostoso o Meu Francês          | Comerciante                           |
| 1971 | Mãos Vazias                             | —                                     |
| 1971 | O Doce Esporte do Sexo                  | segmento: "O Filminho"                |
| 1971 | Procura-se Uma Virgem                   | —                                     |
| 1973 | Joanna Francesa                         | Amigo no bordel                       |
| 1973 | Os Condenados                           | Cliente do bordel                     |
| 1973 | Quem é Beta?                            | —                                     |
| 1975 | Com um Grilo na Cama                    | Doutor Alfieri                        |
| 1975 | Ladrão de Bagdá, O Magnífico            | Zaman                                 |
| 1975 | Nem os Bruxos Escapam                   | Cara I                                |
| 1975 | Padre Cícero: Os Milagres de Juazeiro   | Padre Chevalier                       |
| 1976 | Dona Flor e Seus Dois Maridos           | Pelanchi                              |
| 1977 | Anchieta, José do Brasil                | Pero de La Cruz                       |
| 1977 | Gordos e Magros                         | —                                     |
| 1977 | O Desconhecido                          | Padre Lourenço                        |
| 1977 | Paraíso no Inferno                      | —                                     |
| 1977 | Se Segura, Malandro!                    | Idoso cadeirante                      |
| 1978 | Elke Maravilha Contra o Homem Atômico   | Totem                                 |
| 1980 | O Princípio e o Fim                     | Padre Carapella                       |
| 1981 | Álbum de Família - Uma História Devassa | avô                                   |
| 1983 | Inocência                               | Padre                                 |
| 1983 | O Trapalhão na Arca de Noé              | Noé                                   |
| 1985 | Chico Rei                               | —                                     |

### Televisão
| Ano  | Título                    | Personagem          |                                 |
| ---- | ------------------------- | ------------------- | ------------------------------- |
| 1973 | A Grande Família          | Italiano            |                                 |
| 1973 | Os Ossos do Barão         | Pai de Egisto       |                                 |
| 1974 | Supermanoela              | Seu Nicolau Mendes  |                                 |
| 1974 | Caso Especial             | Sogro de Osvaldinho | Episódio: "Turma, Doce Turma"   |
| 1978 | Sinal de Alerta           | Giuseppe Mazzola    |                                 |
| 1979 | Pai Herói                 | Pietro Baldaracci   |                                 |
| 1979 | Marron Glacê              | Jurado no concurso  | Participação Especial           |
| 1980 | Sítio do Pica-Pau Amarelo | Velho Vladmir       | Episódio: "A Máscara do Futuro" |
| 1981 | Ciranda de Pedra          | Benito Cassini      |                                 |
| 1981 | Os Imigrantes             | Genaro              |                                 |
| 1982 | Caso Verdade              | Pipoqueiro          | Episódio: "A Última Gota"       |
| 1982 | Paraíso                   | Nono                |                                 |
| 1983 | Louco Amor                | Médico              | Participação Especial           |
| 1983 | Guerra dos Sexos          | Antero Vasconcelos  |                                 |
| 1983 | Caso Especial             | Jornaleiro          | Episódio: "Casal Vintém"        |